# Liste der Monuments historiques in Charmont-sous-Barbuise
Die Liste der Monuments historiques in Charmont-sous-Barbuise führt die Monuments historiques in der französischen Gemeinde Charmont-sous-Barbuise auf.

## Liste der Immobilien
| Bezeichnung                       | Beschreibung            | Standort                                         | Kennzeichnung | Schutzstatus | Datum | Bild           |
| --------------------------------- | ----------------------- | ------------------------------------------------ | ------------- | ------------ | ----- | -------------- |
| Kirche Assomption-de-la-Vierge    | ab dem 12. Jahrhundert  | Fontaine-Luyères, 65 rue des Sources (Lage)      | PA00078078    | Inscrit      | 1972  |                |
| Kirche St-Symphorien              | aus dem 16. Jahrhundert | Charmont-sous-Barbuise, 16 rue du Château (Lage) | PA00078077    | Classé       | 1928  | weitere Bilder |
| Château de Charmont-sous-Barbuise | aus dem 18. Jahrhundert | Charmont-sous-Barbuise, 20 rue du Château (Lage) | PA00078076    | Inscrit      | 1988  |                |

## Liste der Objekte
| Bezeichnung                                 | Beschreibung                                                                                          | Standort                                                       | Kennzeichnung | Schutzstatus | Datum | Bild |
| ------------------------------------------- | --- | -------------------------------------------------------------- | ------------- | ------------ | ----- | ---- |
| Herrschaftsempore                           | Holz, bemalt, 16. Jahrhundert                                                                         | Charmont-sous-Barbuise, in der Kirche St-Symphorien (Lage)     | PM10000515    | Classé       | 1911  |      |
| Skulptur Heiliger Nikolaus                  | Kalkstein, farbig gefasst, drittes Viertel des 16. Jahrhunderts                                       | Charmont-sous-Barbuise, in der Kirche St-Symphorien (Lage)     | PM10004817    | Inscrit      | 1992  |      |
| Triumphbogen mit Kreuzigungsgruppe          | Holz, farbig gefasst, erste Hälfte des 16. Jahrhunderts                                               | Fontaine-Luyères, in der Kirche Assomption-de-la-Vierge (Lage) | PM10000525    | Classé       | 1913  |      |
| Kirchenfenster (1)                          | aus dem 16. Jahrhundert                                                                               | Fontaine-Luyères, in der Kirche Assomption-de-la-Vierge (Lage) | PM10000528    | Classé       | 1913  |      |
| Skulptur Madonna mit Kind (1)               | Kalkstein, zweite Hälfte des 16. Jahrhunderts                                                         | Charmont-sous-Barbuise, in der Kirche St-Symphorien (Lage)     | PM10000513    | Classé       | 1911  |      |
| Relief Hubertuslegende                      | Kalkstein, farbig gefasst, 16. Jahrhundert                                                            | Charmont-sous-Barbuise, in der Kirche St-Symphorien (Lage)     | PM10000514    | Classé       | 1911  |      |
| Kommuniontisch                              | Schmiedeeisen, 18. Jahrhundert; demontiert                                                            | Charmont-sous-Barbuise, in der Kirche St-Symphorien (Lage)     | PM10000520    | Classé       | 1913  |      |
| Pietà                                       | Kalkstein, farbig gefasst, zweite Hälfte des 16. Jahrhunderts; aus der Kirche Assomption-de-la-Vierge | Charmont-sous-Barbuise, in der Kirche St-Symphorien (Lage)     | PM10000522    | Classé       | 1908  |      |
| Taufbecken                                  | Kalkstein, Eisen, Kupfer, Anfang des 16. Jahrhunderts                                                 | Fontaine-Luyères, in der Kirche Assomption-de-la-Vierge (Lage) | PM10000527    | Classé       | 1913  |      |
| Kreuzreliquiar                              | Silber, vergoldet, 14. Jahrhundert; im Kathedralschatz in Troyes deponiert                            | Charmont-sous-Barbuise, in der Kirche St-Symphorien (Lage)     | PM10000517    | Classé       | 1913  |      |
| Skulptur Madonna mit Kind (2)               | Kalkstein, farbig gefasst, erste Hälfte des 14. Jahrhunderts; aus der Kirche Assomption-de-la-Vierge  | Charmont-sous-Barbuise, in der Kirche St-Symphorien (Lage)     | PM10000512    | Classé       | 1911  |      |
| Kanzel                                      | Holz, 18. Jahrhundert                                                                                 | Fontaine-Luyères, in der Kirche Assomption-de-la-Vierge (Lage) | PM10000516    | Classé       | 1911  |      |
| Kirchenfenster (2)                          | aus dem 16. Jahrhundert                                                                               | Charmont-sous-Barbuise, in der Kirche St-Symphorien (Lage)     | PM10000519    | Classé       | 1913  |      |
| Kirchenfenster (3)                          | aus dem 16. Jahrhundert                                                                               | Fontaine-Luyères, in der Kirche Assomption-de-la-Vierge (Lage) | PM10000523    | Classé       | 1908  |      |
| Skulptur Heilige Barbara                    | Kalkstein, einfarbig gefasst, Anfang des 16. Jahrhunderts; aus der Kirche Assomption-de-la-Vierge     | Charmont-sous-Barbuise, in der Kirche St-Symphorien (Lage)     | PM10000526    | Classé       | 1913  |      |
| Gemälde Martyrium des heiligen Symphorianus | Ölfarbe auf Leinwand, 17. Jahrhundert                                                                 | Charmont-sous-Barbuise, in der Kirche St-Symphorien (Lage)     | PM10004931    | Inscrit      | 2003  |      |
| Gemälde Anbetung Christi durch die Engel    | Ölfarbe auf Leinwand, 1846 von Em. Keller                                                             | Charmont-sous-Barbuise, in der Kirche St-Symphorien (Lage)     | PM10004929    | Inscrit      | 2003  |      |
| Taufbecken                                  | Kalkstein, 16. Jahrhundert                                                                            | Charmont-sous-Barbuise, in der Kirche St-Symphorien (Lage)     | PM10000518    | Classé       | 1913  |      |
| Lesepult                                    | Schmiedeeisen, bemalt, 18. Jahrhundert                                                                | Charmont-sous-Barbuise, in der Kirche St-Symphorien (Lage)     | PM10000521    | Classé       | 1957  |      |
| Skulptur Madonna mit Kind (3)               | Kalkstein, farbig gefasst, erste Hälfte des 14. Jahrhunderts; aus der Kirche Assomption-de-la-Vierge  | Charmont-sous-Barbuise, in der Kirche St-Symphorien (Lage)     | PM10000524    | Classé       | 1913  |      |